# Rajd Piancavallo
Rajd Piancavallo – rajd samochodowy z bazą we włoskim mieście Piancavallo (z dwoma wyjątkami w roku 2013, 2021). W latach 1984–2001 stanowił jedną z eliminacji Rajdowych Mistrzostw Europy. Pierwszy Rajd Piancavallo odbył się w 1980 roku. Przebiega on w większości na asfaltowych trasach. Od początku do roku 2001 stanowił eliminację Rajdowych Mistrzostw Włoch.

## Zwycięzcy Rajdu Piancavallo[1]
| Rok  | Rajd                  | Kierowca                            | Pilot                               | Samochód                            | Seria  |
| ---- | --------------------- | ----------------------------------- | ----------------------------------- | ----------------------------------- | ------ |
| 1980 | 1. Rajd Piancavallo   | Domenico Grosoli                    | Giorgio Barban                      | Ferrari 308 GTB                     |        |
| 1981 | 2. Rajd Piancavallo   | Antonio Fassina                     | Roberto Dalpozzo                    | Opel Ascona 400                     |        |
| 1982 | 3. Rajd Piancavallo   | Tonino Tognana                      | Massimo De Antoni                   | Ferrari 308 GTB                     |        |
| 1983 | 4. Rajd Piancavallo   | Dario Cerrato                       | Giuseppe Cerri                      | Opel Manta 400                      |        |
| 1984 | 5. Rajd Piancavallo   | Adartico Vudafieri                  | Luigi Pirollo                       | Lancia 037 Rally                    | ERC 1  |
| 1985 | 6. Rajd Piancavallo   | Fabrizio Tabaton                    | Luciano Tedeschini                  | Lancia 037 Rally                    | ERC 2  |
| 1986 | 7. Rajd Piancavallo   | Andrea Zanussi                      | Paolo Amati                         | Peugeot 205 Turbo 16 E2             | ERC 2  |
| 1987 | 8. Rajd Piancavallo   | Fabrizio Tabaton                    | Luciano Tedeschini                  | Lancia Delta HF 4WD                 | ERC 2  |
| 1988 | 9. Rajd Piancavallo   | Dario Cerrato                       | Giuseppe Cerri                      | Lancia Delta Integrale              | ERC 2  |
| 1989 | 10. Rajd Piancavallo  | Dario Cerrato                       | Giuseppe Cerri                      | Lancia Delta Integrale              | ERC 10 |
| 1990 | 11. Rajd Piancavallo  | Dario Cerrato                       | Giuseppe Cerri                      | Lancia Delta Integrale 16V          | ERC 10 |
| 1991 | 12. Rajd Piancavallo  | Dario Cerrato                       | Giuseppe Cerri                      | Lancia Delta Integrale 16V          | ERC 10 |
| 1992 | 13. Rajd Piancavallo  | Piergiorgio Deila                   | Pierangelo Scalvini                 | Lancia Delta HF Integrale           | ERC 10 |
| 1993 | 14. Rajd Piancavallo  | Piero Longhi                        | Maurizio Imerito                    | Lancia Delta HF Integrale           | ERC 20 |
| 1994 | 15. Rajd Piancavallo  | Gianfranco Cunico                   | Stefano Evangelisti                 | Ford Escort RS Cosworth             | ERC 20 |
| 1995 | 16. Rajd Piancavallo  | Gianfranco Cunico                   | Stefano Evangelisti                 | Ford Escort RS Cosworth             | ERC 20 |
| 1996 | 17. Rajd Piancavallo  | Gianfranco Cunico                   | Pierangelo Scalvini                 | Ford Escort RS Cosworth             | ERC 20 |
| 1997 | 18. Rajd Piancavallo  | Andrea Dallavilla                   | Danilo Fappani                      | Subaru Impreza 555                  | ERC 20 |
| 1998 | 19. Rajd Piancavallo  | Andrea Dallavilla                   | Danilo Fappani                      | Subaru Impreza 555                  | ERC 20 |
| 1999 | 20. Rajd Piancavallo  | Paolo Andreucci                     | Giovanni Bernacchini                | Subaru Impreza S5 WRC '98           | ERC 20 |
| 2000 | 21. Rajd Piancavallo  | Paolo Andreucci                     | Giovanni Bernacchini                | Subaru Impreza S5 WRC '99           | ERC 20 |
| 2001 | 22. Rajd Piancavallo  | Andrea Aghini                       | Loris Roggia                        | Subaru Impreza S6 WRC '00           | ERC 10 |
|      |                       |                                     |                                     |                                     |        |
| 2013 | 27. Rajd Piancavallo  | Claudio De Cecco                    | Alberto Barigelli                   | Peugeot 207 S2000                   |        |
|      |                       |                                     |                                     |                                     |        |
| 2016 | 30. Rajd Piancavallo  | Claudio De Cecco                    | Giovanni Battista Campeis           | Peugeot 208 T16                     |        |
|      |                       |                                     |                                     |                                     |        |
| 2018 | 32. Rajd Piancavallo  | Vinicio Toffoli                     | Katia Artico                        | Hyundai i20 R5                      |        |
| 2019 | 33. Rajd Piancavallo  | Damiano De Tommaso                  | Giorgia Ascalone                    | Škoda Fabia R5                      |        |
| 2020 | Rajd Piancavallo 2020 | Odwołany z powodu epidemii COVID-19 | Odwołany z powodu epidemii COVID-19 | Odwołany z powodu epidemii COVID-19 |        |
| 2021 | 34. Rajd Piancavallo  | Boštjan Avbelj                      | Damijan Andrejka                    | Škoda Fabia Rally2 evo              |        |

- ERC - Rajdowe Mistrzostwa Europy (liczba oznacza współczynnik rajdu)